# Dipaenae lateralis
Dipaenae lateralis là một loài bướm đêm thuộc phân họ Arctiinae, họ Erebidae.